# Carmenta chromolaenae
Carmenta chromolaenae is een vlinder uit de familie wespvlinders (Sesiidae), onderfamilie Sesiinae.
Carmenta chromolaenae is voor het eerst wetenschappelijk beschreven door Eichlin in 2009. De soort komt voor in het Neotropisch gebied.